# Фіоритура

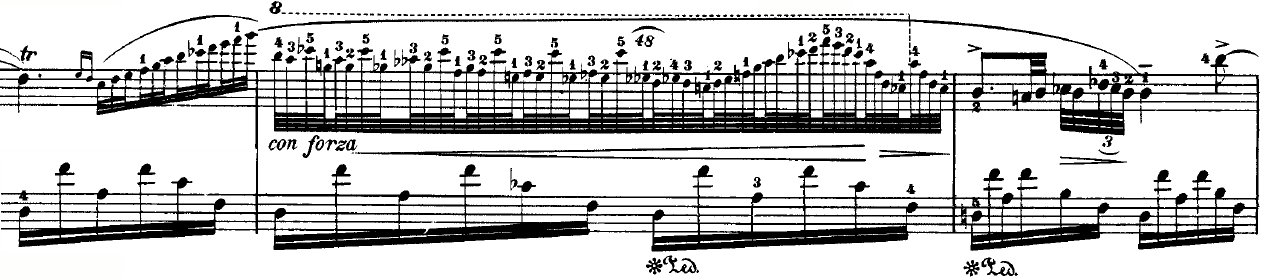
Приклад складної орнаментації у формі фіоритури в творі Шопена

Фіоритура (італ. Fioritura, що означає «цвісти» або «квітучий»; множинна fioriture) — це вишукане прикрашення мелодійних ліній, позначених композитором, або імпровізованих під час виступу. Зазвичай, фіоритурою позначають тривалі складні прикраси на відміну від стандартизованих орнаментальних фігур, таких як трелі, морденти або аппоггіатури. ЇЇ використання зафіксовано ще в XIII столітті. Альтернативний термін колоратура менш точний. Фіоритура тісно пов'язана з практикою дімінуції або поділу (зменшення) XVI століття.